# Stanislav Tchertchessov
Stanislav Salamovitch Tchertchessov (en russe : Станислав Саламович Черчесов), né le 2 septembre 1963 à Alaguir en Union soviétique, est un footballeur ossète de citoyenneté russe ayant évolué au poste de gardien de but entre 1981 et 2002 avant de se reconvertir comme entraîneur.

## Biographie

### Carrière de joueur
Formé à l'école sportive Spartak d'Alaguir, Tchertchessov évolue alors alternativement aux postes d'attaquant et de gardien de but, finissant par adopter ce dernier dans sa carrière professionnelle.
Sa carrière de joueur démarre sous les couleurs du Spartak Ordjonikidzé, dans lequel il évolue de 1981 à 1984 avant de rejoindre le Spartak Moscou, club de ses rêves, en première division soviétique. Il est alors le remplaçant de Rinat Dasaev et évolue ainsi principalement avec l'équipe réserve du club. De plus, les quelques matchs qu'il dispute avec le club moscovite se montrent peu convaincants, le jeune gardien effectuant un grand nombre d'erreurs, notamment lors d'une défaite 5-2 en 1987 contre le Žalgiris Vilnius lors duquel il se montre coupable sur quasiment chaque but.
Tchertchessov est transféré au Lokomotiv Moscou, tout juste promu en première division, pour la saison 1988. Sous les couleurs rouges et vertes, il dispute sa première saison en tant que titulaire, prenant part aux trente matchs du club en championnat. Il effectue par la suite son retour au Spartak où il devient gardien principal,. Il y remporte ainsi les championnats soviétiques et russes à quatre reprises avant de quitter le club à la mi-saison 1993 pour rejoindre l'Allemagne et le Dynamo Dresde en Bundesliga, où il évolue jusqu'à sa relégation en 1995,.
Après un bref retour au Spartak Moscou pour la deuxième moitié de l'année 1995 dans le cadre de la campagne du club en Ligue des champions, il rejoint le club autrichien du Tirol Innsbruck en 1996, avec qui il remporte le championnat d'Autriche trois fois d'affilée entre 2000 et 2002, année qui voit le club être dissous à la suite de sa faillite. Tchertchessov termine quant à lui sa carrière peu après en effectuant un quatrième et dernier passage au Spartak Moscou pour la saison 2002, lui permettant de totaliser plus de 200 matchs pour le club moscovite.

### Carrière internationale
En sélections internationales, Tchertchessov a successivement porté les couleurs de l'Union soviétique, de la Communauté des États indépendants et de la Russie. Il fait ainsi ses débuts sous le maillot soviétique à l'occasion d'un match amical contre la Trinité-et-Tobago en novembre 1990. L'Union soviétique ayant été dissoute entre-temps, il prend par la suite part à l'Euro 1992, qu'il dispute sous les couleurs de la CEI.
Après l'indépendance de la Russie, Tchertchessov fait partie des équipes prenant part successivement à la Coupe du monde 1994 puis à l'Euro 1996. Il dispute son dernier match sous les couleurs russes lors d'un match amical contre Israël en février 2000. Il est cependant sélectionné lors de la Coupe du monde 2002 où il ne dispute aucun match.

### Carrière d'entraîneur

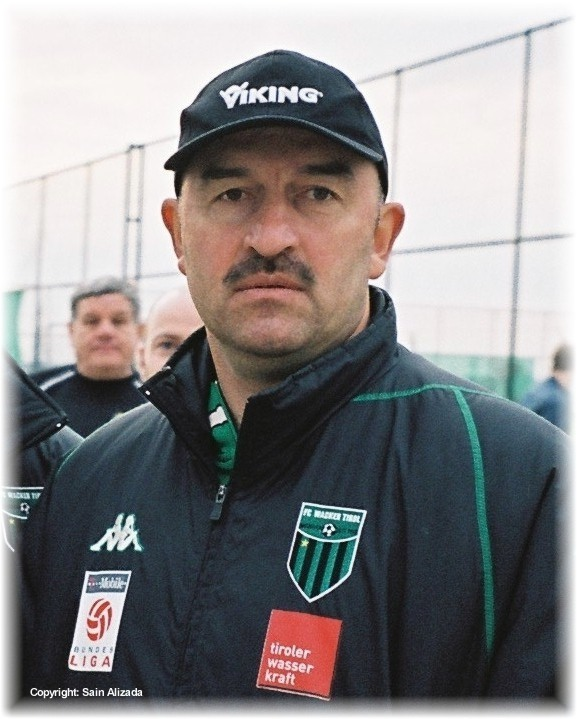
Stanislav Tchertchessov, entraîneur du Wacker Innsbruck, en février 2006.

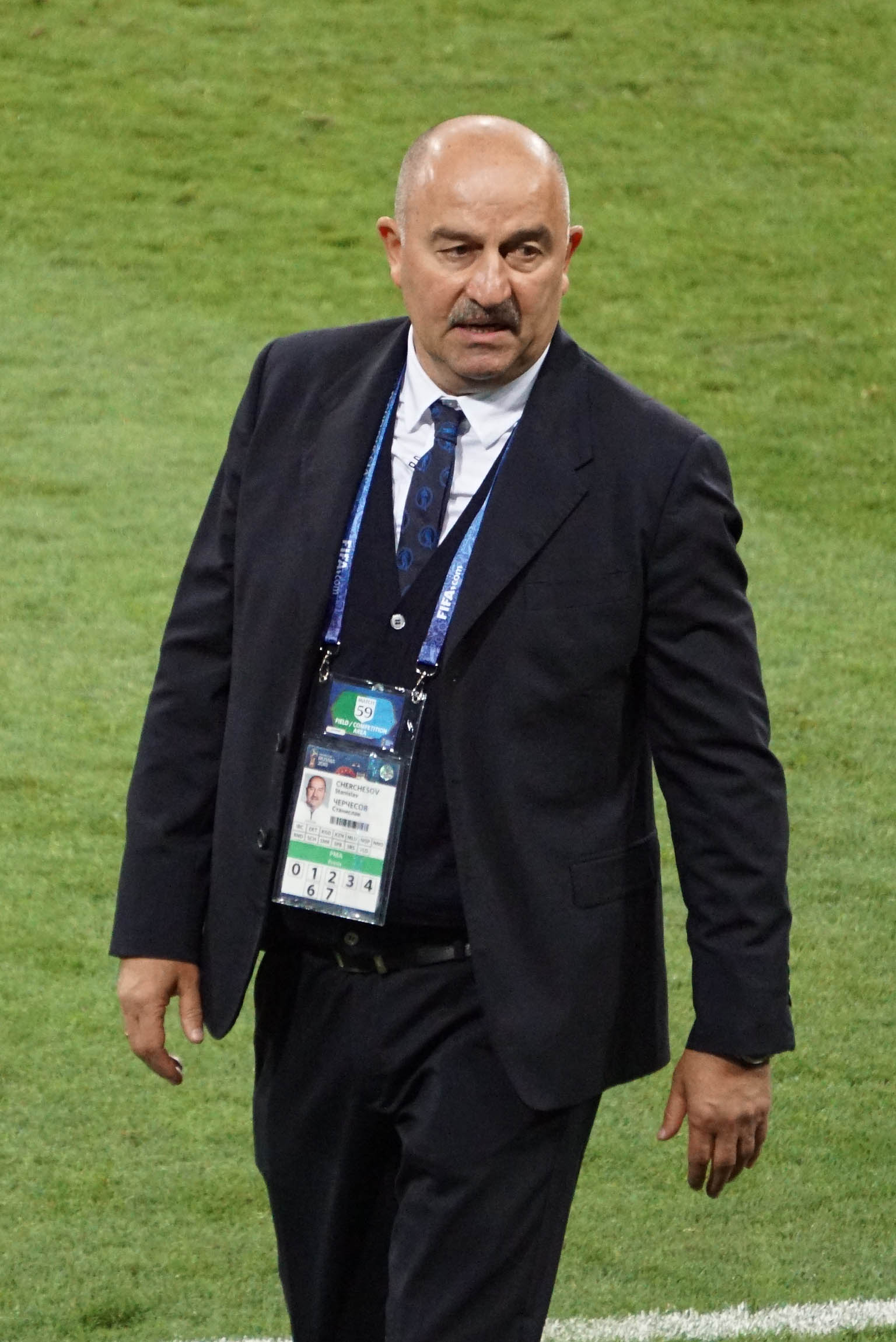
Stanislav Tchertchessov lors de la Coupe du monde 2018.

Tchertchessov commence sa carrière d'entraîneur en janvier 2004, qui le voit devenir entraîneur principal du club autrichien du FC Kufstein. Il retrouve son ancien club du Tirol Innsbruck, devenu entre-temps le Wacker Innsbruck, en y étant nommé entraîneur en novembre 2004. Il est renvoyé en mai 2006 après une saison 2005-2006 décevante qui voit le club finir avant-dernier du championnat autrichien.
Il est par la suite nommé directeur sportif du Spartak Moscou en juin 2006 avant de devenir entraîneur principal du club en juin 2007 à la suite du renvoi de Vladimir Fedotov, il amène ainsi le club à la deuxième place en 2007 avant d'être renvoyé à son tour en août 2008 alors que le club se trouve en mauvaise position en championnat et vient d'être éliminé de la Ligue des champions par le Dynamo Kiev.
Tchertchessov reprend du service en décembre 2010 en s'engageant avec le Jemtchoujina Sotchi. Les investisseurs présents se retirent cependant rapidement du club et il est libéré à la suite de sa faillite durant la saison 2011-2012. Peu après son départ de Sotchi, il s'engage avec le Terek Grozny en septembre 2011, amenant successivement le club à une onzième puis à une huitième place en championnat avant de quitter le club à l'issue de son contrat à la fin de la saison 2012-2013,.
Engagé par l'Amkar Perm en juin 2013, il amène l'équipe à une place de milieu de tableau avant de quitter le club pour rejoindre le Dynamo Moscou en avril 2014. Sous ses ordres, le club moscovite termine quatrième du championnat et se qualifie pour la Ligue Europa, où il atteint les huitièmes de finale, avant de terminer une nouvelle fois quatrième à l'issue de la saison 2014-2015. Il quitte le club durant le mois de juillet 2015.
Tchertchessov s'engage avec le club polonais du Legia Varsovie en octobre 2015. Il y remporte ses premiers trophées en tant qu'entraîneur en effectuant le doublé Coupe-Championnat lors de la saison 2015-2016. Il quitte cependant le club en juin 2016 en raison de divergences avec ses dirigeants, notamment dans le cadre de la préparation de la campagne du club en Ligue des champions,.
Il est nommé sélectionneur de la Russie deux mois plus tard le 11 août 2016, signant un contrat jusqu'à la fin de la Coupe du monde 2018, dont le pays est hôte. Il est par ailleurs chargé de diriger la sélection dans le cadre de la Coupe des confédérations 2017, qui voit la Sbornaïa terminer troisième de son groupe derrière le Portugal et le Mexique, et devant la Nouvelle-Zélande. Lors du mondial 2018, il amène la sélection russe jusqu'au stade des quarts de finale, une première depuis l'équipe soviétique de 1970, signant notamment des victoires contre l'Arabie saoudite (5-0) et contre l'Égypte (3-1) lors de la phase de groupes ainsi que l'élimination de l'Espagne aux tirs au but lors des huitièmes de finale avant de chuter de la même façon face à la Croatie, futur finaliste. À la suite des bonnes performances de l'équipe, Tchertchessov prolonge son contrat jusqu'en 2020 et se voit remettre l'ordre d'Alexandre Nevski par le président russe Vladimir Poutine[réf. souhaitée]. Éliminé dès la phase de groupes de l'Euro 2020, il est licencié de son poste de sélectionneur le 8 juillet 2021 après près de cinq ans à la tête de l'équipe.
Le 20 décembre 2021, le club hongrois de Ferencváros annonce la nomination de Tchertchessov au poste d'entraîneur. Il réalise le doublé coupe-championnat pour sa première saison avec le Ferencváros TC.

## Statistiques

### Statistiques de joueur
| Saison                | Club                  | Championnat           | Championnat | Championnat | Coupe(s) nationale(s) | Coupe(s) nationale(s) | Compétition(s) continentale(s) | Compétition(s) continentale(s) | Compétition(s) continentale(s) | Total | Total |
| Saison                | Club                  | Division              | M.          | B.          | M.                    | B.                    | Comp.                          | M.                             | B.                             | M.    | B.    |
| 1982                  | Spartak Ordjonikidzé  | D3                    | 5           | 0           | -                     | -                     | -                              | -                              | -                              | 5     | 0     |
| 1983                  | Spartak Ordjonikidzé  | D3                    | 10          | 0           | -                     | -                     | -                              | -                              | -                              | 10    | 0     |
| Sous-total            | Sous-total            | Sous-total            | 15          | 0           | -                     | -                     | -                              | -                              | -                              | 15    | 0     |
| 1984                  | Spartak Moscou        | D1                    | 2           | 0           | -                     | -                     | -                              | -                              | -                              | 2     | 0     |
| 1985                  | Spartak Moscou        | D1                    | 2           | 0           | -                     | -                     | -                              | -                              | -                              | 2     | 0     |
| 1986                  | Spartak Moscou        | D1                    | 7           | 0           | 5                     | 0                     | -                              | -                              | -                              | 12    | 0     |
| 1987                  | Spartak Moscou        | D1                    | 2           | 0           | 6                     | 0                     | -                              | -                              | -                              | 8     | 0     |
| Sous-total            | Sous-total            | Sous-total            | 13          | 0           | 11                    | 0                     | -                              | -                              | -                              | 24    | 0     |
| 1988                  | Lokomotiv Moscou      | D1                    | 30          | 0           | 2                     | 0                     | -                              | -                              | -                              | 32    | 0     |
| Sous-total            | Sous-total            | Sous-total            | 30          | 0           | 2                     | 0                     | -                              | -                              | -                              | 32    | 0     |
| 1989                  | Spartak Moscou        | D1                    | 30          | 0           | 8                     | 0                     | C3                             | 4                              | 0                              | 42    | 0     |
| 1990                  | Spartak Moscou        | D1                    | 24          | 0           | 3                     | 0                     | C1                             | 4                              | 0                              | 31    | 0     |
| 1991                  | Spartak Moscou        | D1                    | 30          | 0           | 4                     | 0                     | C1+C3                          | 4+4                            | 0                              | 42    | 0     |
| 1992                  | Spartak Moscou        | D1                    | 24          | 0           | 3                     | 0                     | C2                             | 4                              | 0                              | 31    | 0     |
| 1993                  | Spartak Moscou        | D1                    | 13          | 0           | 1                     | 0                     | C2                             | 4                              | 0                              | 18    | 0     |
| Sous-total            | Sous-total            | Sous-total            | 121         | 0           | 19                    | 0                     | -                              | 24                             | 0                              | 164   | 0     |
| 1993-1994             | Dynamo Dresde         | D1                    | 25          | 0           | 4                     | 0                     | -                              | -                              | -                              | 29    | 0     |
| 1994-1995             | Dynamo Dresde         | D1                    | 32          | 0           | 3                     | 0                     | -                              | -                              | -                              | 35    | 0     |
| Sous-total            | Sous-total            | Sous-total            | 57          | 0           | 7                     | 0                     | -                              | -                              | -                              | 64    | 0     |
| 1995                  | Spartak Moscou        | D1                    | 8           | 0           | 1                     | 0                     | C1                             | 6                              | 0                              | 15    | 0     |
| Sous-total            | Sous-total            | Sous-total            | 8           | 0           | 1                     | 0                     | -                              | 6                              | 0                              | 15    | 0     |
| 1995-1996             | Tirol Innsbruck       | D1                    | 17          | 0           | -                     | -                     | -                              | -                              | -                              | 17    | 0     |
| 1996-1997             | Tirol Innsbruck       | D1                    | 30          | 0           | 2                     | 0                     | -                              | -                              | -                              | 32    | 0     |
| 1997-1998             | Tirol Innsbruck       | D1                    | 30          | 0           | 1                     | 0                     | C3                             | 4                              | 0                              | 35    | 0     |
| 1998-1999             | Tirol Innsbruck       | D1                    | 35          | 0           | 1                     | 0                     | C3                             | 2                              | 0                              | 38    | 0     |
| 1999-2000             | Tirol Innsbruck       | D1                    | 36          | 0           | 4                     | 0                     | -                              | -                              | -                              | 40    | 0     |
| 2000-2001             | Tirol Innsbruck       | D1                    | 19          | 0           | 1                     | 0                     | C1+C3                          | 2+4                            | 0                              | 26    | 0     |
| 2001-2002             | Tirol Innsbruck       | D1                    | 15          | 0           | 1                     | 0                     | -                              | -                              | -                              | 16    | 0     |
| Sous-total            | Sous-total            | Sous-total            | 182         | 0           | 10                    | 0                     | -                              | 12                             | 0                              | 204   | 0     |
| 2002                  | Spartak Moscou        | D1                    | 7           | 0           | -                     | -                     | C1                             | 3                              | 0                              | 10    | 0     |
| Total sur la carrière | Total sur la carrière | Total sur la carrière | 433         | 0           | 50                    | 0                     | -                              | 45                             | 0                              | 528   | 0     |

### Statistiques d'entraîneur
| FC Kufstein         | janvier 2004      | octobre 2004    | 30  | 16  | 6  | 8   | 53,3 |
| Wacker Innsbruck    | 9 novembre 2004   | 12 mai 2006     | 61  | 16  | 21 | 24  | 26,2 |
| Spartak Moscou      | 18 juin 2007      | 13 août 2008    | 47  | 25  | 14 | 8   | 53,2 |
| Jemtchoujina Sotchi | 16 décembre 2010  | août 2011       | 21  | 9   | 2  | 10  | 42,9 |
| Terek Grozny        | 27 septembre 2011 | 26 mai 2013     | 54  | 25  | 11 | 18  | 46,3 |
| Amkar Perm          | 20 juin 2013      | 9 avril 2014    | 24  | 9   | 7  | 8   | 37,5 |
| Dynamo Moscou       | 10 avril 2014     | 12 juillet 2015 | 51  | 26  | 12 | 13  | 51,0 |
| Legia Varsovie      | 6 octobre 2015    | 31 mai 2016     | 34  | 18  | 10 | 6   | 52,9 |
| Russie              | 11 août 2016      | 9 juillet 2021  | 57  | 25  | 11 | 21  | 43,9 |
| Total               | Total             | Total           | 379 | 169 | 94 | 116 | 44,6 |

## Palmarès

### Palmarès de joueur
Spartak Moscou
- Champion d'URSS en 1987 et 1989
- Champion de Russie 1992 et 1993
- Vice-champion d'URSS en 1991
- Vainqueur de la Coupe d'URSS en 1992

 Tirol Innsbruck
- Champion d'Autriche en 2000, 2001, 2002
- Finaliste de la Coupe d'Autriche en 2001
- Finaliste de la Supercoupe d'Autriche en 2000 et en 2001

Distinctions personnelles
- Meilleur gardien d'URSS en 1989 et 1990
- Meilleur gardien russe en 1992

### Palmarès d'entraîneur
Spartak Moscou
- Vice-champion de Russie en 2007

 Legia Varsovie
- Champion de Pologne en 2016
- Vainqueur de la Coupe de Pologne en 2016

 Ferencváros TC
- Champion de Hongrie en 2022 et 2023
- Vainqueur de la Coupe de Hongrie en 2022

### Distinctions personnelles
- Récipiendaire de l'ordre d'Alexandre Nevski en 2018.